# Angels with Dirty Faces (Tricky)
Angels with Dirty Faces è il quarto l'album del musicista e producer inglese Tricky, uscito nel 1998.

## Il disco
La traccia Broken Homes è stata cantata dalla cantautrice inglese PJ Harvey, mentre Carriage for Two è stata registrata in collaborazione con Scott Ian, chitarrista degli Anthrax.

## Tracce
1. Money Greedy
2. Mellow
3. Singin' the Blues
4. Broken Homes
5. 6 Minutes
6. Analyze Me
7. The Moment I Feared
8. Talk to Me (Angels with Dirty Faces)
9. Carriage for Two
10. Demise
11. Tear out My Eyes
12. Record Companies
13. Peyote Sings (Bonus track)
14. Taxi (Bonus track)